# Kościół Chrystusa Króla w Lutkowie
Kościół Chrystusa Króla w Lutkowie – rzymskokatolicki kościół filialny zlokalizowany w centrum wsi Lutkowo (powiat stargardzki, województwo zachodniopomorskie). Do rejestru zabytków wpisany został 15 października 1996 pod numerem 1321 (nowy numer: 1408).

## Historia

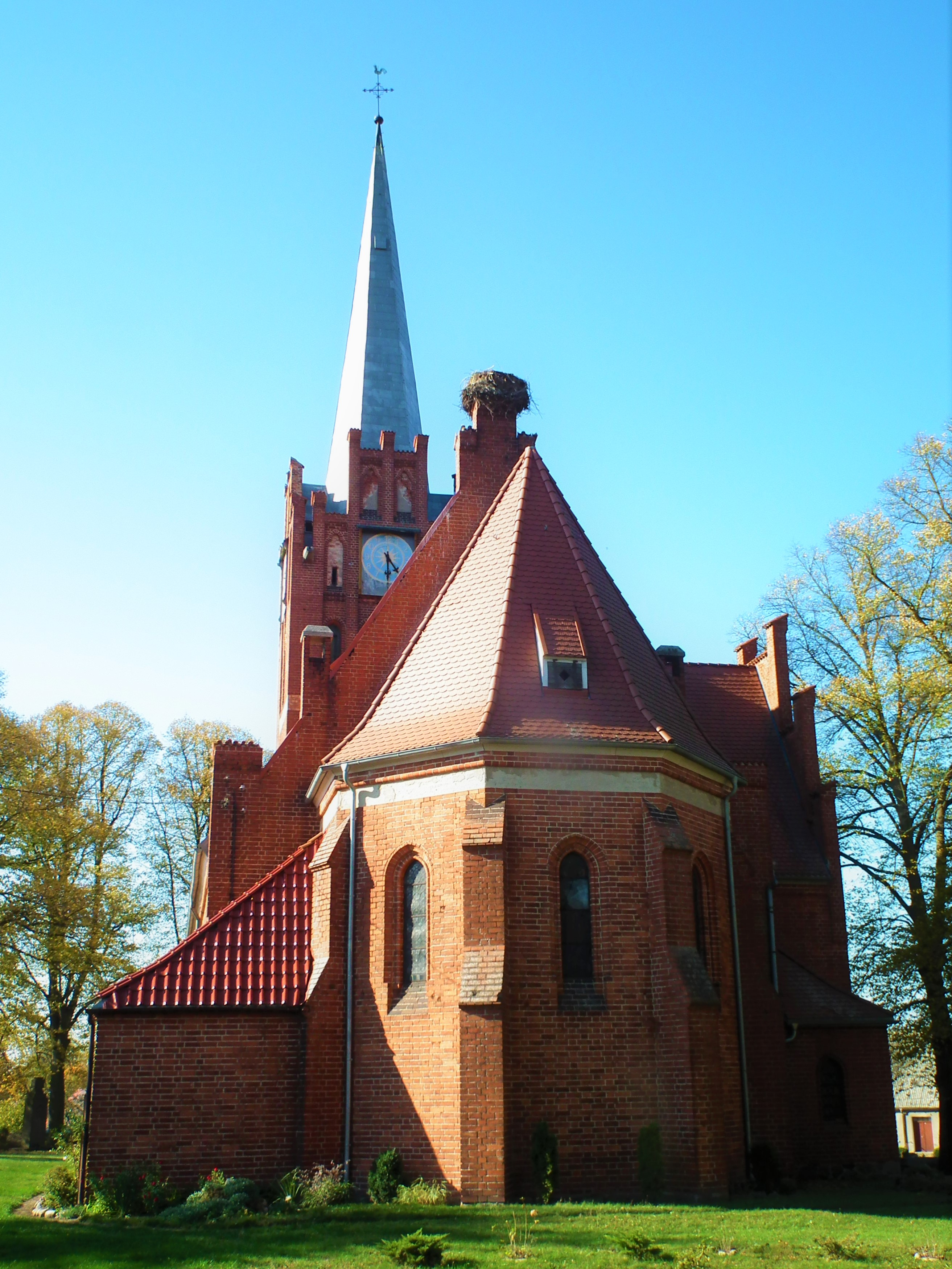
Widok od strony prezbiterium

Pierwsza wzmianka o kościele we wsi pochodzi z 1490. Wspomniano wówczas lokalnego proboszcza, Nikolausa Kempe. Kościół ten był najprawdopodobniej obiektem zbudowanym z głazów narzutowych, prostokątnym, salowym, z wieżą. W kościele znajdował się ołtarz ambonalny z wizerunkami świętych Hieronima, Augustyna, Antoniego i Bernarda oraz rzeźbionym krucyfiksem. Była też wyposażona w zdobione stalle i empory.
W 1894 część kościoła, wsi i plebania spaliły się. W latach 1894–1907 trwały przygotowania do budowy i prace nad odbudową kościoła, który otwarto w obecnej, neogotyckiej formie w 1907 (nadal był świątynią protestancką z uwagi na strukturę ówczesnej społeczności wsi). Ze starego kościoła pozostał fragment ściany wieżowej. Stare wyposażenie przeniesiono do Stargardu i Pęzina. Na miejscu pozostał natomiast obraz olejny z Ukrzyżowanym Chrystusem i łotrami na tle Jerozolimy, wcześniej umieszczony na strychu plebanii. Cegłę na budowę nowego kościoła dostarczyła Cegielnia Krugera z Trzebiatowa. Do końca II wojny światowej świątynia była siedzibą parafii ewangelickiej (inspektorat w Dobrzanach).
25 października 1945 kościół poświęcono jako katolicki pod obecnym wezwaniem. Początkowo była to filia parafii św. Michała Archanioła w Dobrzanach, a potem (od 1985) parafii św. Anny w Długiem. W 1945 Niemcy opuszczający wieś zabrali ze sobą należące do kościoła kielich i paterę, które znajdują się do dziś w kościele w Bornsen an der Elbniederung.

## Architektura
Świątynia jest obiektem salowym, na rzucie prostokąta, wzniesionym z cegły na kamiennej podmurówce, z wydzieloną od północy emporą i przedsionkiem na narożniku północno-wschodnim. Nawę przykrywa drewniany strop kolebowy. Do bryły przylega od wschodu pięcioboczna apsyda ze sklepieniem i przyporami, która od południa połączona jest z zakrystią za pomocą przedsionka. Od zachodu stoi masywna wieża na planie prostokąta, która ma aneksy od północy i południa, a w nich klatkę schodową prowadzącą na chór i wieżę do dawnej kotłowni.
Wieżę wieńczą pojedyncze szczyty rozczłonkowane blendami zamkniętymi trójliściem. Na wieży znajduje się wysmukły hełm ostrosłupowy.

## Wyposażenie
Wyposażenie świątyni jest jednorodne stylistycznie. Ma charakter neogotycki z elementami secesji oraz sztuki ludowej. Ołtarz z krucyfiksem pochodzi z 1907, podobnie jak ambona zdobiona m.in. motywami winnej latorośli. Z tego samego roku pochodzi empora i ławki, wiszący, mosiężny świecznik, jak również stolarka drzwiowa i okienna. Na wschodniej i zachodniej ścianie, na elementach drewnianych, namalowana jest wić roślinna, ptaki, symbole eucharystyczne, Baranek oraz wizerunki świętych Piotra i Pawła. Witraże wykonał warsztat B. Schultze ze Szczecina.

## Organy i dzwony
Organy mają prospekt trójdzielny, z podwyższoną częścią środkową. Instrument nie jest kompletny – brakuje mu piszczałek.
Kościół ma trzy dzwony:
- brązowy o średnicy 0,81 m z 1907 z obustronną inskrypcją niemieckojęzyczną: HABT DIE BRUEDER LIEB / FUERCHTET GOTT / EHRET DEN KOENIG ! / 1. PETRI 2. 17 / FRANZ SCHILLING IN APOLDA GOSS MICH 1902,
- żeliwny o średnicy 1,15 m z 1927, z inskrypcją niemieckojęzyczną: GEGEBEN SCHUF DER GEMEINDE UND ZU NEUEM LEBEN - IN SCHWERER ZEIT FÜR VATERLAND i datą 1927,
- żeliwny o średnicy 1,93 m z 1927 z fryzem z motywem winnej latorośli i inskrypcją niemieckojęzyczną: KOMMT + WIR + WOLLEN + WIEDER + ZUM + HERRN + HOSEA + 6,1 + 1927[3].

## Otoczenie
Wokół kościoła znajduje się cmentarz przykościelny (0,6 hektara) z pierwszej połowy XIX wieku (nieczynny). Otacza go mur z kamienia z bramkami (filary ceglane). Na placu przykościelnym stoi kamienny pomnik upamiętniający mieszkańców wsi poległych w trakcie I wojny światowej (z płaskorzeźbą miecza, dębowymi liśćmi, nazwiskami osób poległych i inskrypcją niemieckojęzyczną: IHREN TAPFERN SOHNEN/ DIE DANKBARE GEMEINDE), jak również krzyż misyjny z 2 poł. XX wieku. Rośnie tu również szpaler lip i pomnikowa lipa drobnolistna. 
W 2007 ustawiono przy kościele głaz pamiątkowy ku czci dawnych mieszkańców wsi.